# Никитино Большое
Большое Никитино (Никитино Большое) — деревня в Ореховском сельском поселении Галичского района Костромской области России.

## География
Деревня расположена на берегу речки Щадеевка.

## История
Согласно Спискам населенных мест Российской империи в 1872 году деревня Никитино относилась к 1 стану Галичского уезда Костромской губернии. В ней числилось 7 дворов, проживало 27 мужчин и 34 женщины.
Согласно переписи населения 1897 года в деревне Никитино проживало 125 человек (61 мужчина и 64 женщины).
Согласно Списку населенных мест Костромской губернии в 1907 году деревня Никитино относилась к Ногатинской волости Галичского уезда Костромской губернии. По сведениям волостного правления за 1907 год в ней числилось 16 крестьянских дворов и 137 жителей. Основными занятиями жителей деревни, помимо земледелия, были колесный промысел, зем. и пл. работы.
До муниципальной реформы 2010 года деревня также входила в состав Ореховского сельского поселения.